# Bit por segundo
Bit por segundo (b/s ou bit/s) é uma unidade de informação (em bits) para medir a taxa de transferência de dados (no tempo, em segundos).

## Múltiplos
Múltiplo de 2 ou 2x (base binária):
- 1 kibibit/s = 210 bits/s = 1 024 bits
- 1 mebibit/s = 220 bits/s = 1 024² bits/s
- 1 gibibit/s = 230 bits/s = 1 0243 bits/s
- 1 tebibit/s = 240 bits/s = 1 0244 bits/s
- 1 pebibit/s = 250 bits/s = 1 0245 bits/s
- 1 exbibit/s = 260 bits/s = 1 0246 bits/s

Múltiplo de 10 ou 10x (base decimal):
- bit por segundo < quilobit por segundo < megabit por segundo < gigabit por segundo. Assim, 1 megabit por segundo é equivalente a 1 000 quilobits por segundo ou 1 000 000 bits por segundo.

Muitos escrevem "kilobit" ou "kilobyte" ao invés de "quilobit" ou "quilobyte", mas só estas formas são as corretas, incorporadas aos dicionários. O quilobit por segundo é informalmente abreviado pela notação estadunidense "kbps", mas a norma internacional utiliza a barra de divisão [/] no lugar do [p] de per. A notação estadunidense coincide com a notação no Sistema Internacional de Unidades (SI) para picossegundo (ps). Por exemplo, de acordo com o SI, Mb/s é megabit por segundo enquanto "Mbps" abreviaria megabit-picossegundo.

## Aplicações
A maioria das aplicações de áudio tem medições em kbit/s:
- 4 kbit/s – Mínimo necessário para fala reconhecível (usando codecs de voz)
- 8 kbit/s – Qualidade de telefone
- 32 kbit/s – Qualidade de onda média
- 96 kbit/s – Qualidade de FM
- 128 kbit/s – Qualidade-padrão para arquivos MP3 ou WMA. Pode estender-se até 320 kb/s ou mais.
- 1411,2 kbit/s – Qualidade de CD (em 16-bits e 44,1 kHz), igual a aproximadamente 10,1 MB por minuto de áudio. Se um CD comum tiver uma duração de 50 minutos, por exemplo, seu tamanho em disco é de aproximadamente 505 MB, conforme padrão do Red Book.

O múltiplo mebibit (Mibit; do prefixo binário "mebi", que significa 220) é a mais útil para medir a capacidade dos chips de RAM e de ROM. O mebibit é um "parente" próximo do megabit, que é igual a: 10/6 bits = 1,000,000 bits, mas por vezes usado para contrair o valor do mebibit em linguagem informática. Durante os anos 80 e 90, os fabricantes de videojogos por vezes "aumentavam" a quantidade de ROM interna do cartucho (em "megabits") no seu pacote, como um ponto de venda, já que levavam as pessoas a pensar que o jogo era maior, mas na verdade era apenas usado outro tipo de "medida" de dados. Um "megabit" igualaria a 128 KiB; 8 "megabits" igualariam um mebibyte da ROM que contem instruções e dados do jogo.
A maioria das aplicações de vídeo são medidas em Mbit/s:
- 32 kbit/s – qualidade de videofone (mínimo necessário para reconhecer uma cabeça falando)
- 2 Mbit/s – qualidade de VHS
- 8 Mbit/s – qualidade de DVD
- 55 Mbit/s – qualidade de HDTV

## Confusão
Outra unidade de transmissão de dados é o quilobyte por segundo (kB/s ou kByte/s) e é 8 vezes maior que o quilobit por segundo: 8 bit/s = 1 byte/s.
Contudo, o byte por segundo não deve ser confundido com o quilobit por segundo. Muitas pessoas não entendem por que pagam um serviço de Internet com velocidade de 'x' kb/s, mas quando fazem download de um arquivo, aparece um número oito vezes menor. É porque a unidade é diferente. O quilobit é a unidade usada para medir velocidade de transmissão de dados, já o quilobyte é a unidade usada para medir tamanho de arquivos.
| 1000 bit/s   | = | 1 kb/s (um quilobit por segundo)  |
| 1024 bytes/s | = | 1 kB/s (um quilobyte por segundo) |

1 bit → pode ser '0' ou '1'.
1 byte → é um conjunto de 8 bits.